# Vermectias caudiculata
Vermectias caudiculata is een pissebed uit de familie Vermectiadidae. De wetenschappelijke naam van de soort is voor het eerst geldig gepubliceerd in 1980 door Sivertsen & Lipke Holthuis.